# Vertemate con Minoprio
Vertemate con Minoprio is een gemeente in de Italiaanse provincie Como (regio Lombardije) en telt 3913 inwoners (31-12-2004). De oppervlakte bedraagt 5,8 km², de bevolkingsdichtheid is 670 inwoners per km².
De volgende frazioni maken deel uit van de gemeente: Minoprio, Vertemate.

## Demografie
Vertemate con Minoprio telt ongeveer 1485 huishoudens. Het aantal inwoners steeg in de periode 1991-2001 met 13,1% volgens cijfers uit de tienjaarlijkse volkstellingen van ISTAT.
| Jaar | Inwoneraantal |
| ---- | ------------- |
| 1991 | 3406          |
| 2001 | 3851          |

## Geografie
De gemeente ligt op ongeveer 380 m boven zeeniveau.
Vertemate con Minoprio grenst aan de volgende gemeenten: Cadorago, Cantù, Cermenate, Cucciago, Fino Mornasco.